# Aegiphila
Aegiphila  é um gênero botânico da família Lamiaceae

## Principais espécies
- Aegiphila cordifolia (Ruiz & Pav.) Moldenke
- Aegiphila deppeana Steud.
- Aegiphila diffusa Andrews
- Aegiphila fasciculata Donn.Sm.
- Aegiphila ferruginea Hayek & Spruce
- Aegiphila filipes Mart. & Schauer
- Aegiphila glomerata Benth.
- Aegiphila hassleri Briq.
- Aegiphila hirta Casar.
- Aegiphila hystricina Aymard & Cuello
- Aegiphila integrifolia (Jacq) BD Jacks
- Aegiphila lhotskiana Cham.
- Aegiphila lopez-palacii Moldenke
- Aegiphila macrophylla Sieber ex Schauer
- Aegiphila monstrosa Moldenke
- Aegiphila monticola Moldenke
- Aegiphila panamensis Moldenke
- Aegiphila purpurascens Moldenke
- Aegiphila rimbachii Moldenke
- Aegiphila salutaris Kunth
- Aegiphila schimpffii Moldenke
- Aegiphila skutchii Moldenke
- Aegiphila sordida Moldenke